# Muğla
Pour la province, voir Muğla (province).

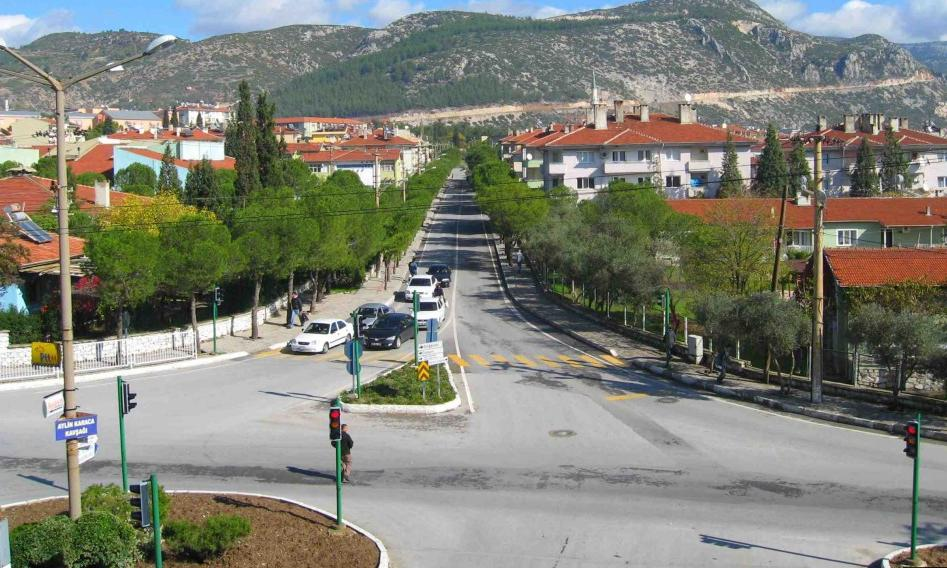
Une vue Muğla

Muğla est une ville du centre-ouest de la Turquie, préfecture de la province du même nom. Située à 660 mètres d'altitude et distante de 30 kilomètres des côtes de la mer Égée et du golfe de Gükova au sud-ouest, la ville est la chef-lieu du district de Muğla, bordé par les districts de Milas, Yatağan, Kavaklıdere, Ula et Köyceğiz. Muğla est la capitale administrative de la province qui abrite les lieux touristiques de Bodrum, Marmaris et Fethiye.
Selon une estimation de 2009, sa population s'élève à 61 550 habitants. Elle accueille les touristes en provenance des sites de la côte voisine. Elle vit un regain d'activités depuis l'ouverture de l'Université de Muğla dans les années 1990 qui accueille plus de 16 000 étudiants, conférant à la ville une nouvelle attractivité et une ouverture accrue sur le monde. Ses alentours ruraux, son accès difficile sont en passe de disparaître après la mise en place d'un programme de restauration de son patrimoine architectural favorisant le tourisme.
Muğla demeure un petit centre provincial confiné dans son centre historique, sans banlieue bétonnée, une caractéristique des villes turques de la région. Une des fiertés de la ville est d'avoir à la tête de la province une femme gouverneur depuis les années 1990, Lale Aytaman. Aujourd'hui, la ville reste peu développée, notamment en raison d'un manque d'infrastructures manufacturières, touristiques, de service ou encore de commerce et d'artisanat.

## Histoire

### Antiquité
Durant l'antiquité, le site de Muğla est peu occupé, bien que situé à mi-chemin des villes de Idrias (Stratonicea) au nord et la ville côtière d'Idyma (aujourd'hui Akyaka) au sud-ouest. Le site est connu dès le IIe siècle av. J.-C. sous le nom de Mobolla quand il sert de passage dans ce qui doit être une fédération de villes de Carie reliant Taba (Tavas aujourd'hui) et d'autres cités sous domination rhodienne. L'absence notable de ruines ne permet pas de mesurer l'importance du site, à l'exception d'une acropole identifiée sur une colline du nord de la ville et des inscriptions datant du IIe siècle av. J.-C.

## Climat
| Mois                                  | jan.         | fév.         | mars         | avril        | mai          | juin         | jui.         | août         | sep.        | oct.        | nov.       | déc.         | année          |
| ------------------------------------- | ------------ | ------------ | ------------ | ------------ | ------------ | ------------ | ------------ | ------------ | ----------- | ----------- | ---------- | ------------ | -------------- |
| Température minimale moyenne (°C)     | 1,6          | 2,1          | 3,9          | 7,1          | 11,6         | 16,7         | 20,4         | 20,5         | 15,6        | 10,6        | 5,7        | 3            | 9,9            |
| Température moyenne (°C)              | 5,4          | 6,2          | 9            | 12,8         | 18           | 23,4         | 27           | 27           | 22,2        | 16,5        | 10,6       | 6,7          | 15,4           |
| Température maximale moyenne (°C)     | 10,4         | 11,6         | 15,1         | 19,4         | 25,1         | 30,6         | 34,5         | 34,6         | 30          | 23,8        | 17,2       | 11,8         | 22             |
| Record de froid (°C) date du record   | −12,6 4/1942 | −9,9 9/1976  | −8,5 1/1985  | −3,6 10/1997 | 1 4/1990     | 6,7 1/1991   | 10,5 25/1951 | 9 26/1933    | 5,6 28/1992 | 0,1 24/1947 | −7 27/1948 | −9 25/1933   | −12,6 4/1/1942 |
| Record de chaleur (°C) date du record | 20,9 5/1971  | 25,5 17/2016 | 28,8 31/1952 | 31,2 30/2013 | 39,4 18/2020 | 40,8 27/2007 | 42,1 27/2007 | 41,2 14/1960 | 39,2 3/2020 | 36,8 6/2020 | 29 18/1933 | 23,8 23/2019 | 42,1 27/7/2007 |
| Ensoleillement (h)                    | 93           | 101,7        | 161,2        | 201          | 241,8        | 276          | 310          | 303,8        | 252         | 182,9       | 108        | 77,5         | 2 308,9        |
| Précipitations (mm)                   | 219,6        | 169,5        | 119,6        | 74,4         | 56,9         | 27,7         | 15,1         | 14,9         | 25,9        | 72,8        | 139,2      | 229,6        | 1 165,2        |
| Nombre de jours avec précipitations   | 13,43        | 12,97        | 11,13        | 10,53        | 8,7          | 4,43         | 2,5          | 2,23         | 3,4         | 6,77        | 9,37       | 13,83        | 99,3           |

| Diagramme climatique                                  |              |              |             |              |              |              |              |            |              |              |            |
| J                                                     | F            | M            | A           | M            | J            | J            | A            | S          | O            | N            | D          |
| 10,41,6219,6                                          | 11,62,1169,5 | 15,13,9119,6 | 19,47,174,4 | 25,111,656,9 | 30,616,727,7 | 34,520,415,1 | 34,620,514,9 | 3015,625,9 | 23,810,672,8 | 17,25,7139,2 | 11,83229,6 |
| Moyennes : • Temp. maxi et mini °C • Précipitation mm |              |              |             |              |              |              |              |            |              |              |            |

## Personnalité née à Muğla
- Basil Zaharoff

## Jumelage
- Fort Lauderdale (États-Unis)